# John W. Pauly

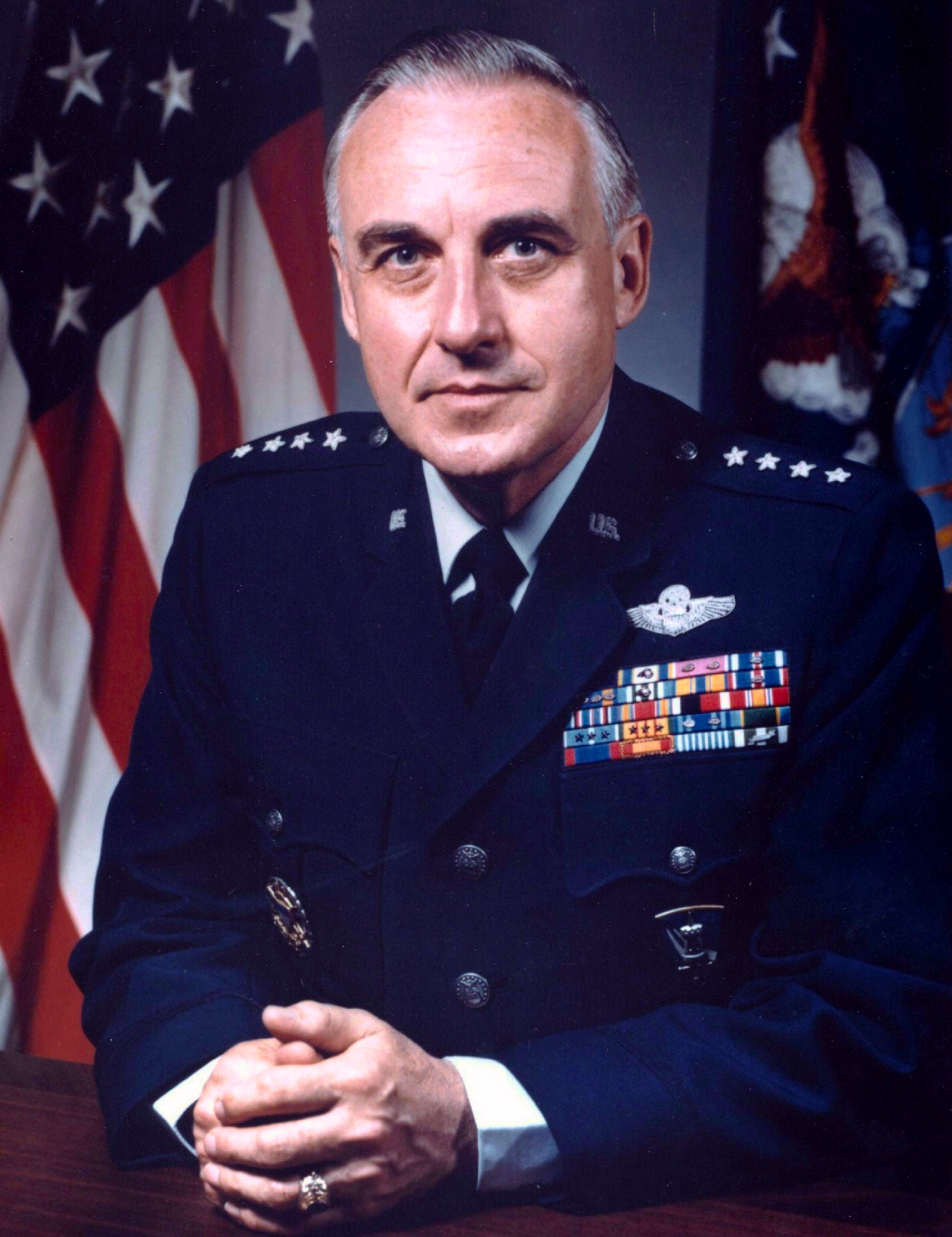
John William Pauly (1978)

John William Pauly (* 12. März 1923 in Albany, Albany County, New York; † 7. August 2013 in Colorado Springs, El Paso County, Colorado) war ein General der United States Air Force. Er war unter anderem Kommandeur der United States Air Forces in Europe.
John Pauly besuchte zunächst die Christian Brothers Academy in der Stadt Colonie nahe seiner Heimatstadt Albany. Anschließend war er beim Rensselaer Polytechnic Institute in Troy ebenfalls im Bundesstaat New York, eingeschrieben. In den Jahren 1942 bis 1945 durchlief er die United States Military Academy in West Point. Nach seiner Graduation wurde er als Leutnant den United States Army Air Forces zugeteilt. In der Armee bzw. ab 1947 der Air Force durchlief er anschließend alle Offiziersränge vom Leutnant bis zum Vier-Sterne-General.
Noch während seiner Zeit an der Militärakademie in West Point wurde er zum Piloten ausgebildet. Dann erfolgte eine Ausbildung zur Nutzung der Flugzeugtypen B25 und B17. Im Lauf seiner militärischen Karriere absolvierte er verschiedene Kurse und Schulungen. Dazu gehörten die Junior Officers Staff School und das National War College in Fort Lesley J. McNair in Washington, D.C. Außerdem erhielt er einen akademischen Grad von der George Washington University.
Im Februar 1946 wurde John Pauly nach München versetzt, wo er unter anderem selbst als Flugausbilder bei der 60th Troop Carrier Group war. Im Jahr 1947 wurde er in die neu gegründete United States Air Force übernommen. Im Jahr 1948 kehrte er in die Vereinigten Staaten zurück, wo er auf der Brookley Air Force Base in Mobile in Alabama zunächst als Ausbildungsoffizier und dann als Kommandeur einer Schwadron tätig war.
Zwischen November 1951 und Juli 1952 war Pauly im Koreakrieg eingesetzt. Dort war er auf der Kunsan Air Base an der Westküste Südkoreas stationiert. Er war unter anderem als Pilot an Kampfeinsätzen beteiligt und brachte es dabei auf 230 Einsatzstunden in der Luft. Zwischen 1952 und 1956 war er Stabsoffizier beim Tactical Air Command auf der Langley Air Force Base in Virginia. Danach kehrte er nach Deutschland zurück, wo er Stabsoffizier bei der 4th Allied Tactical Air Force war, die der NATO unterstellt war.
Im Juli 1959 wurde John Pauly zum Stab des Hauptquartiers der Air Force versetzt, wo er bis 1962 dessen Planungsabteilung angehörte. Dann wurde er zum Stab von Curtis E. LeMay versetzt, der damals Chief of Staff of the Air Force war. Anschließend absolvierte er das National War College. Im weiteren Verlauf wurde er nach Japan zum Tachikawa Airfield versetzt, wo er ab Juni 1966 die Stabsabteilung für Operationen der 315. Luftdivision (315th Air Division) leitete. Im Juli 1968 erhielt er das Kommando über das 315. Geschwader (315th Air Commando Wing), mit dem er im Vietnamkrieg eingesetzt war.
In den Jahren 1969 bis 1973 war John Pauly in unterschiedlichen Funktionen Stabsoffizier beim Joint Chiefs of Staff. Im August 1973 erhielt er das Kommando über die 1st Strategic Aerospace Division, die auf der Vandenburg Air Force Base in Kalifornien stationiert war. Im Juli 1974 kehrte er zum Stab des Joint Chiefs of Staff zurück und im September 1975 wurde er Leiter der Stabsabteilung für Planungen und Operationen im Hauptquartier der Air Force.
Daran schloss sich eine Versetzung zur Ramstein Air Base in Deutschland an. Ab Juli 1976 war er dort stellvertretender Kommandeur der United States Air Forces in Europe. Im August 1978 wurde er unter Beförderung zum Vier-Sterne-General als Nachfolger von William J. Evans Kommandeur dieses Großverbands. Gleichzeitig übernahm er in Personalunion das Kommando über den ebenfalls in Ramstein ansässigen Allied Air Command. Diese Ämter hatte er bis zum 1. August 1980 inne, als Charles A. Gabriel seine Nachfolge antrat. Gleichzeitig schied John Pauly aus dem aktiven Militärdienst aus.
Nach seiner Pensionierung war er von 1983 bis 1994 CEO der Firma Systems Control Technology in Palo Alto in Kalifornien. Er starb am 7. August 2013 in Colorado Springs und wurde auf dem amerikanischen Nationalfriedhof Arlington beigesetzt.

## Orden und Auszeichnungen
John Pauly erhielt im Lauf seiner militärischen Laufbahn unter anderem folgende Auszeichnungen:
- Air Force Distinguished Service Medal
- Legion of Merit
- Distinguished Flying Cross
- Air Medal
- Joint Service Commendation Medal
- Air Force Commendation Medal
- Distinguished Service Order (Südvietnam)
- Gallantry Cross (Südvietnam)